# پلاگو
پلاگو (به ایتالیایی: Pelago) یک کومونه در ایتالیا است که در استان فلورانس واقع شده‌است.

## خصوصیات
پلاگو ۵۴٫۸ کیلومترمربع مساحت و ۷٬۳۹۶ نفر جمعیت دارد و ۳۰۹ متر بالاتر از سطح دریا واقع شده‌است.

## خواهرخوانده
شهرهای بیت ساحور و Modautal خواهرخوانده‌های پلاگو هستند.